# Filistata pygmaea
Espèce
Filistata pygmaea est une espèce d'araignées aranéomorphes de la famille des Filistatidae.

## Distribution
Cette espèce est endémique d'Algarve au Portugal,.

## Description
La femelle holotype mesure 4,07 mm et le mâle paratype 2,68 mm.

## Publication originale
- Zonstein, Marusik & Grabolle, 2018 : A remarkably small new species of Filistata (Aranei: Filistatidae) from Portugal. Arthropoda Selecta, vol. 27, no 1, p. 49-52.